# 旧友再会フォーエバーヤング
「旧友再会フォーエバーヤング」（きゅうゆうさいかいフォーエバーヤング）は、吉田拓郎が作詞・作曲を手掛けた楽曲。1982年に山本コウタローと山田パンダと組んだ期間限定音楽ユニット山本山田に提供し、1984年に拓郎がセルフカバーされたバージョンが発表された。

## 概要
プロジェクトの"仕掛け人"は吉田拓郎。1982年3月に10年続いた『吉田拓郎のライオン・ミュージック・ビレッジ』（ニッポン放送）が終了し、その最終収録の後、拓郎が山本コウタローと山田パンダと飲み、「お前らまだ老け込むには早い。お前らディオで歌え、曲はオレが書いて、プロデュースもやってやるから」とその場で話がまとまった。拓郎はこの時点ではフォーライフ・レコード社長在任中だった。1982年6月14日から18日まで渋谷エッグマンで『旧友再会フォーエバー・ヤング・コンサート』が開催された。

## バージョン違い
山本山田バージョンと拓郎のセルフカバーバージョンでは歌詞が多少異なる。
2006年9月23日にヤマハリゾートつま恋で行われた野外ライブ『吉田拓郎 & かぐや姫 Concert in つま恋 2006』では、拓郎とかぐや姫と共にオープニングアクトとして披露された。その際、山本山田バージョンを踏襲されたものが歌われた。

## 「旧友再会フォーエバーヤング」 (山本山田のシングル)
1982年6月1日発売。発売元は日本コロムビア / TRIAD。

### 収録曲
| #         | タイトル                       | 作詞      | 作曲       | 編曲      | 時間 |
| --------- | ------------------------------ | --------- | ---------- | --------- | ---- |
| 1.        | 「旧友再会フォーエバーヤング」 | 吉田拓郎  | 吉田拓郎   | 吉田拓郎  | 4:52 |
| 2.        | 「林檎の樹」                   | 宇田昌之  | 山本厚太郎 | 瀬尾一三  | 4:38 |
| 合計時間: | 合計時間:                      | 合計時間: | 合計時間:  | 合計時間: | 9:30 |

## 「旧友再会フォーエバーヤング」 (吉田拓郎のシングル)
1984年10月21日発売。発売元はフォーライフ・レコード（現・フォーライフミュージックエンタテイメント）。

### 解説
アルバム『FOREVER YOUNG』と同時発売。
カップリング曲の「ペニーレインへは行かない」は、1974年に発売されたアルバム『今はまだ人生を語らず』に収録されている「ペニーレインでバーボン」のアンサーソングで、時代とともに原宿の風景も変わってしまい、もう自分が知っている原宿ではないのでもう「原宿（ペニーレイン）」には行かないという内容の楽曲。

### 収録曲
| 全作詞・作曲・編曲: 吉田拓郎。 |                                |          |            |      |
| #                              | タイトル                       | 作詞     | 作曲・編曲 | 時間 |
| 1.                             | 「旧友再会フォーエバーヤング」 | 吉田拓郎 | 吉田拓郎   | 4:30 |
| 2.                             | 「ペニーレインへは行かない」   | 吉田拓郎 | 吉田拓郎   | 5:24 |
| 合計時間:                      | 合計時間:                      | 9:54     |            |      |

### 収録ディスク

#### アルバム
旧友再会フォーエバーヤング
- 『FOREVER YOUNG』(1984年)
- 『豊かなる一日』(2004年)
- 『拓郎ヒストリー』(2007年)

ペニーレインへは行かない
- 『FOREVER YOUNG』(1984年)
- 『吉田拓郎ベスト60』(1985年)